# Юзеф Фльорко
Ю́зеф Фльо́рко (пол. Józef Florko; 8 травня 1915, Винники, Австро-Угорщина — квітень 1945, транзитний концтабір Берґен-Бельзен, провінція Гановер (нині — Нижня Саксонія, Німеччина) — польський римо-католицький священник, Слуга Божий Католицької Церкви.

## Біографія
У 1931 році він вступив до Згромадження Місіонерів у Кракові і 1939 року був висвячений на священника. Більшу частину своєї пастирської та місіонерської діяльності провів в Кракові, а у 1943 році переїхав до Варшави, де він був відомий як ревний священник та місіонер.
Під час німецької окупації Варшави, як і Польщі в цілому, 7 лютого 1944 року був заарештований та ув'язнений у варшавській в'язниці «Павяк», а 28 березня 1944 року перевезений до концтабору «Гросс-Розен» поблизу однойменного села у Нижній Сілезії (нині — Рогозніца, Польща); 17 січня 1945 року перевозений до концтабору «Дора-Миттельбау» в 5 км від м. Нордхаузен в Тюрингії і, нарешті, 25 лютого 1945 року переведений до концтабору «Берген-Бельзен», де й помер під час евакуації табору.
Під час перебування в таборах він відрізнявся любов'ю до священства та глибокою вірою і молитвою. Перебуваючи в табірній лікарні не зізнався, що є священником, щоб не користуватися привілеями. Працював лікарем в ній, співчував та був солідарним з іншими людьми в часи страждання та смерті.
17 вересня 2003 року розпочався процес беатифікації для другої групи мучеників римо-католицької церкви часів другої світової війни (122 священники), серед яких є ім'я о. Юзефа Фльорка.